# Purple Rain (пісня)
«Purple Rain» — сингл американського співака та виконавця Prince із однойменного альбому  Purple Rain, який водночас є саунд-треком до однойменного фільму  Purple Rain. Сингл було презентовано 26 вересня 1984 року як третій сингл альбому.
Дана композиція — це поєднання рок-музики, поп-музики, госпелу та симфонічного року.
Сингл протримався на другій позиції у чарті США протягом двох тижнів, позаду синглу Wake Me Up Before You Go-Go гурту Wham!. Загальноприйнятим є те, що ця пісня є своєрідним «музичним підписом» Прінса. Сингл отримав золотий статус від Американської асоціації компаній звукозапису, оскільки був проданий тиражем у більш ніж 1 мільйон копій.
Журнал Rolling Stone розмістив цей сингл на 143 позиції у своєму Списку 500 найкращих пісень усіх часів; журнал Q присвоїв 40 місце у своєму Списку 100 найкращих гітарних пісень; Pitchfork Media назвали цю роботу найкращою піснею 1980-х років.
Prince отримав Оскар за цю роботу у категорії Найкраща пісня (премії у цій категорії зараз не присуджуються)
Після смерті виконавця сингл очолив iTunes чарт у США та Великій Британії.

## Запис
Пісня була записана під час благодійного концерту у Minnesota Dance Theatre (Міннеаполіс) 3 серпня 1983 року. Газета City Pages назвали 70-хвилинний виступ Prince & The Revolution «найбільш хвилюючим і зворушливим концертом Прінса», а барабанщик гурту, Боббі Зі, сказав, що «це, однозначно, один із найкращих концертів, які ми будь-коли грали». Цей виступ став дебютом 19-річної гітаристки The Revolution Венді Мелвойн.
Концерт було записано Девідом Рівкіном із допомогою мобільної студії виробництва компанії Record Plant. Три пісні із концерту стали основою для саундтреку фільму: «Purple Rain», «I Would Die 4 U» та «Baby I'm a Star». У серпні-вересні 1983 року Прінс перезаписав вокал в студії Sunset Sound у Лос-Анджелесі. Із «Purple Rain» було видалено гітарне соло і додатковий куплет, скоротивши тривалість пісні із 11 до 8 хвилин. У куплеті, який було видалено, йшлося про гроші, і існує думка, що цей куплет було видалено для того, щоб зберегти емоційний вплив пісні. Вокальний діапазон Прінса коливається від низької ноти F3 до високої A5.
Після завершення запису пісні Прінс зателефонував Джонатану Кейну із американського рок-гурту Journey із проханням послухати її, оскільки Прінс хвилювався через можливу схожість із «Faithfully» (композиція Кейна, яка в той час знаходилась у чартах). Кейн заспокоїв Прінса, заявивши, що у пісень збігаються лише чотири акорди.

## Концертні виконання
«Purple Rain» був родзинкою концертних виступів Прінса. Її можна було почути практично в кожному концертному турі, починаючи із 1984 року (за винятком періоду, коли Прінс змінив псевдонім і уникав своїх старих хітів). Під час Супер Боулу XLI у 2006 році, на якому Прінс був запрошеним виконавцем, під час виконання «Purple Rain» розпочалася злива і в поєднанні із фіолетовим освітленням сцени пісня отримала «фірмовий» антураж. Прінс також виконував «Purple Rain» на  Греммі у 2004 році (разом із Бейонсе) та на Brit Awards у 2006 році.

## Список композицій

### 7"
- A. «Purple Rain» (edit) — 4:02
- B. «God» — 3:59

### 12"
- A. «Purple Rain» — 8:45
- B. «God» — 3:59

### 12 «(Велика Британія)
- A. „Purple Rain“ (подовжена версія) — 7:05
- B1. „God (Love Theme from Purple Rain)“ (інструментальна) — 7:54
- B2. „God“ (vocal) — 3:59

### Shaped picture disc (Велика Британія)
- A. „Purple Rain“ (edit) — 4:02
- B. „God“ — 3:59

### 7» промо (США)
- A. «Purple Rain» (edit) — 4:02
- B. «Purple Rain» (edit) — 4:02

### 7" промо (Велика Британія)
- A. «Purple Rain» (radio edit) — 4:19
- B. «Purple Rain» (long radio edit) — 5:37

### 12" промо (США)
- A. «Purple Rain» (edit) — 4:02
- B. «Purple Rain» (LP) — 8:45

## Чарти
| Країна                        | Найвища позиція |
| ----------------------------- | --------------- |
| Австралія                     | 41              |
| Австрія                       | 4               |
| Данія                         | 5               |
| Нідерланди                    | 1               |
| Швейцарія                     | 5               |
| Велика Британія               | 8               |
| США Billboard Hot 100         | 2               |
| США Billboard Hot R&B Singles | 4               |